# Sky & Telescope
Sky & Telescope este o revistă ilustrată americană lunară, dedicată astronomilor amatori, publicată începând din noiembrie 1941, prin fuziunea a două reviste: The Sky și The Telescope. Sediul său este la Cambridge, Massachusetts.

## Legătură externă
- Site oficial